# Гургула Ігор Васильович
І́гор Васи́льович Гургу́ла (нар. 6 вересня 1960, с. Острів, Галицький район, Івано-Франківської області) — український прозаїк, поет, драматург, публіцист, редактор і видавець.

## Життєпис
Закінчив факультет журналістики Львівського державний університету ім. І. Франка.
1998 року став членом НСПУ. Працював журналістом, секретарем ради НСПУ. Нині — директор регіонального благодійного фонду «Меценат». 27 травня 2015 обраний головою Львівської обласної організації Національної спілки письменників України. Редактор мистецького часопису «Нова неділя» та фронтової газети «Честь Вітчизни».
Автор книжок «Містерії», «КРІЛБ», «Пащека Левіафана», «Котора», «Слід лідера», «Літо стиглої вишні», «Знак небесної пекторалі», «Сила трави», «Багряниця для Блазня», «День над ніччю» (вид-во «Свічадо [Архівовано 29 вересня 2020 у Wayback Machine.]», 2004), роману «Айсберг». Роман «Гакелдама». Поетичні книги: «Стан душі», «Без ретуші», «Трикутник», «Торба». Повісті «Мартуся зі Львова». Автор відомих п'єс: «Колектор», «Шалом-Оревідерчі», «Чинупа для Ханки» та ін.
Станом на 2023 рік Ігор Гургула є автором 5-и романів: "Посмішка Авгура", "Море Росса", "Вершник Волі", "Мливо", "Сосапа (Соло Самотнього Патрона)". Його перу належать 15 повістей, понад 150 новел, 20 п'єс, дві книги есеїстики, поетичні збірники. Книги "Мартуся зі Львова" та "АТОманія" рішенням вченої ради Львівського Інституту післядипломного навчання педагогів рекомендовані для позакласного читання.
Ігор Гургула вперше в українській літературі зобразив історичні  постаті Євгена Коновальця (роман "Вершник волі") та Андрія Мельника (роман "Мливо"). "Сосапа" - роман-хроніка про перші 152 дні російсько-української війни з правдивими зображеннями жахіть війни. Над військовою темою автор продовжує працювати. Також у його творчих планах написати кілька історичних романів з напівзабутих історичних реалій України і світу.

## Нагороди і відзнаки
- Книга-есей Ігоря Гургули «Лео Бельгікус» визнана найкращою в номінації Костянтина Родика за 2016 рік як твір про мандри і туризм. Книга «АТОманія» рекомендована для позакласного читання у школах.
- Літературна премія «Благовіст» (2009).
- Літературна премія імені Ірини Вільде (2013).
- Літературна премія імені Василя Юхимовича (2015).
- Міжнародна премія імені Володимира Винниченка (2016).
- Міжнародна літературно-мистецька премія імені Пантелеймона Куліша (2018) за книжку «Посмішка Авгура».
- Літературна премія імені Богдана Лепкого (2018).
- Літературна премія імені Миколи Томенка (2019) за книгу новел «Мапуче».